# Hof van Limburg
Het Hof van Limburg een natuurgebied in Geleen in eigendom van Vereniging Natuurmonumenten en is een zogenoemde multifunctioneel landschapspark waarop rekening wordt gehouden met duurzaam waterbeheer.
Gemeente Sittard-Geleen heeft het grote natuurgebied op 3 juli 2011 officieel overgedragen.

## Omvang en ligging
Het Hof van Limburg is 40 hectare groot en een aaneengesloten gordel van 14 hectare bos en 3 hectare natuurlijk grasland. De ontwikkeling van het park gebeurt in nauwe relatie met Tuinboulevard Gardenz en Landschapspark De Graven. Het natuurgebied versterkt hiermee de zwakke verbinding tussen het noordwestelijk en zuidoostelijk deel van De Graven, in aansluiting op het smalle onbebouwd gebied tussen Geleen en Sittard. Het natuurgebied vormt ook een buffer tussen de woonwijk Lindenheuvel en de industrie.

## Bezienswaardigheden
Het natuurgebied heeft diverse recreatievoorzieningen zoals een uitzichtheuvel, speelterp en arboretum. In 2006 is het DSM-bos en het Millenniumbos aangelegd. In hetzelfde jaar werden de waterpartijen en de fiets- (1,6 km) en wandelpaden (4,3 km) aangelegd.